# Лавалет (Западна Вирџинија)
Лавалет (енгл. Lavalette) насељено је место без административног статуса у америчкој савезној држави Западна Вирџинија.

## Демографија
По попису из 2010. године број становника је 1.073.
| Група             | 2000.    | 2010.         |
| Белци             | 0 (0,0%) | 1.051 (97,9%) |
| Афроамериканци    | 0 (0,0%) | 3 (0,3%)      |
| Азијати           | 0 (0,0%) | 0 (0,0%)      |
| Хиспаноамериканци | 0 (0,0%) | 10 (0,9%)     |
| Укупно            | 0        | 1.073         |